# Дорофейки
Дорофейки  — опустевшая деревня в Торжокском районе Тверской области. Входит в состав Мошковского сельского поселения.

## География
Находится в центральной части Тверской области на расстоянии приблизительно 26 км на юг по прямой от районного центра города Торжок.

## История
Деревня была отмечена еще на карте 1825 года. В 1859 году здесь (деревня Новоторжского уезда Тверской губернии) было учтено 6 дворов, в 1941 — 24.

## Население
Численность населения: 63 человека (1859 год), 2 (русские 100 %) в 2002 году, 0 в 2010.